# Ischnocnema randorum
Espèce
Synonymes
- Eleutherodactylus randorum Heyer, 1985

Statut de conservation UICN

 DD  : Données insuffisantes
Ischnocnema randorum est une espèce d'amphibiens de la famille des Brachycephalidae.

## Répartition
Cette espèce est endémique de l'État de São Paulo au Brésil. Elle se rencontre à 900 m d'altitude à Boracéia dans la municipalité de Salesópolis.

## Description
Les mâles mesurent de 11,8 à 15,0 mm et les femelles de 15,0 à 18,2 mm.

## Étymologie
Cette espèce est nommée en l'honneur de Patricia et de Austin Stanley Rand.

## Publication originale
- Heyer, 1985 : New species of frogs from Boraceia, Sao Paulo, Brazil. Proceedings of the Biological Society of Washington, vol. 98, no 3, p. 657-671 (texte intégral).